# Serpentine Dominion
Serpentine Dominion es un grupo de heavy metal que consta con Adam Dutkiewicz, George Fisher y Shannon Lucas. Su álbum debut fue publicado el 28 de octubre de 2016.

## Historia
El origen de Serpentine Dominion se remonta a 2009 en el festival Rockstar Energy Drink Mayhem Festival, cuando Killswitch Engage, Cannibal Corpse y The Black Dahlia Murder estaban realizando actuaciones en aquel entonces. El proyecto comenzó cuando Adam D indicó que él escribió canciones para George y le pidió que cantara para ellos y lo hizo. Adam también declaró que las canciones solo fueron escritas para George, Shannon Lucas fue elegido para grabar la batería.
El 22 de julio de 2016 la banda reveló a "Serpentine Dominion" como su nombre. El 11 de agosto de ese mismo año, revelaron la lista de canciones y la fecha de publicación de su álbum.

## Serpentine Dominion

### Lista de canciones
1. Intro 

2. The Vengeance In Me 

3. Vanquished Unto Thee 

4. Divide, Conquer, Burn, And Destroy 

5. Sovereign Hate 

6. On The Brink Of Devastation 

7. Jagged Cross Legions 

8. Prelude 

9. This Endless War

## Miembros
- Adam Dutkiewicz (Killswitch Engage)
- George Fisher (Cannibal Corpse)
- Shannon Lucas (The Black Dahlia Murder)